# Canadian Hockey League
Canadian Hockey League (CHL) är en paraplyorganisation som representerar de tre kanadensiska juniorligorna för spelare mellan 16 och 20 års ålder. CHL grundades 1975 som Canadian Major Junior Hockey League, och är sammanfattade av Ontario Hockey League, Ligue de hockey junior Maritimes Québec och Western Hockey League. Slutspelet heter Memorial Cup.

## Serier och lag
| Ontario Hockey League - Barrie Colts - Erie Otters - Flint Firebirds - Guelph Storm - Hamilton Bulldogs - Kingston Frontenacs - Kitchener Rangers - London Knights - Mississauga Steelheads - Niagara IceDogs - North Bay Battalion - Owen Sound Attack - Oshawa Generals - Ottawa 67's - Peterborough Petes - Saginaw Spirit - Sarnia Sting - Sault Ste. Marie Greyhounds - Sudbury Wolves - Windsor Spitfires | Ligue de hockey junior Maritimes Québec - Armada de Blainville-Boisbriand - Cape Breton Screaming Eagles - Cataractes de Shawinigan - Charlottetown Islanders - Drakkar de Baie-Comeau - Foreurs de Val-d'Or - Halifax Mooseheads - Huskies de Rouyn-Noranda - Moncton Wildcats - Océanic de Rimouski - Olympiques de Gatineau - Phoenix de Sherbrooke - Remparts de Québec - Saint John Sea Dogs - Saguenéens de Chicoutimi - Tigres de Victoriaville - Titan d’Acadie-Bathurst - Voltigeurs de Drummondville | Western Hockey League - Brandon Wheat Kings - Calgary Hitmen - Edmonton Oil Kings - Everett Silvertips - Kamloops Blazers - Kelowna Rockets - Kootenay Ice - Lethbridge Hurricanes - Medicine Hat Tigers - Moose Jaw Warriors - Portland Winterhawks - Prince Albert Raiders - Prince George Cougars - Regina Pats - Red Deer Rebels - Saskatoon Blades - Seattle Thunderbirds - Spokane Chiefs - Swift Current Broncos - Tri-City Americans - Vancouver Giants - Victoria Royals |

## Utmärkelser i CHL

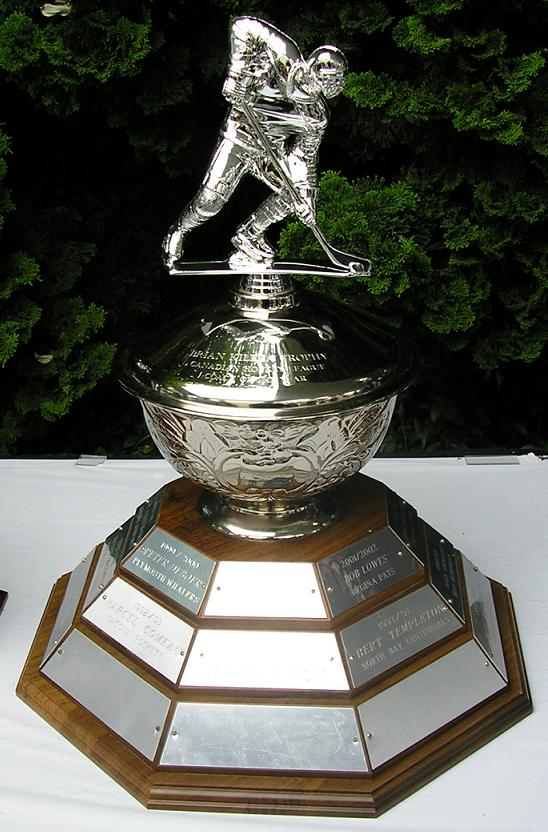
Brian Kilrea Trophy
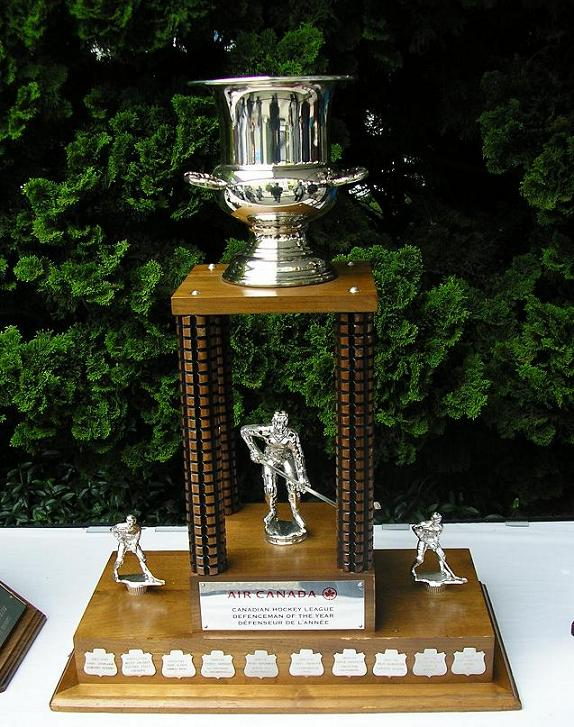
CHL Defenceman of Year
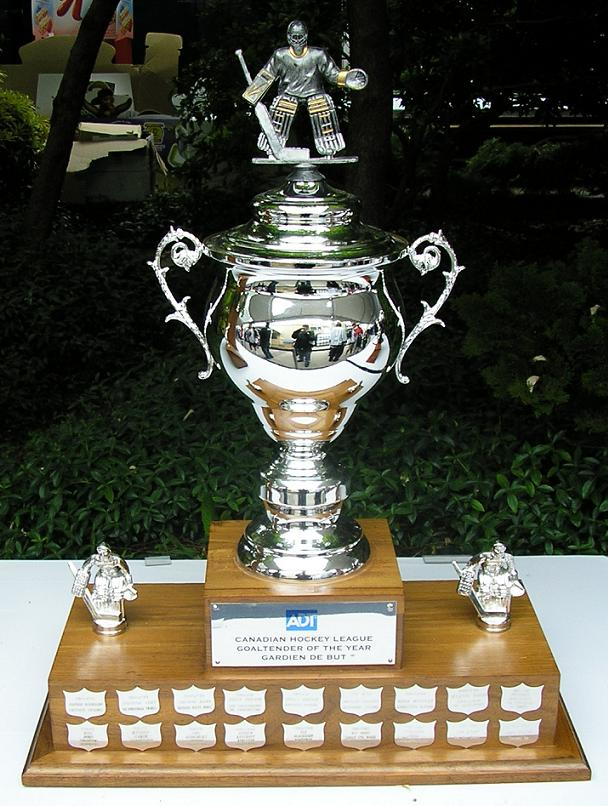
CHL Goaltender of the Year
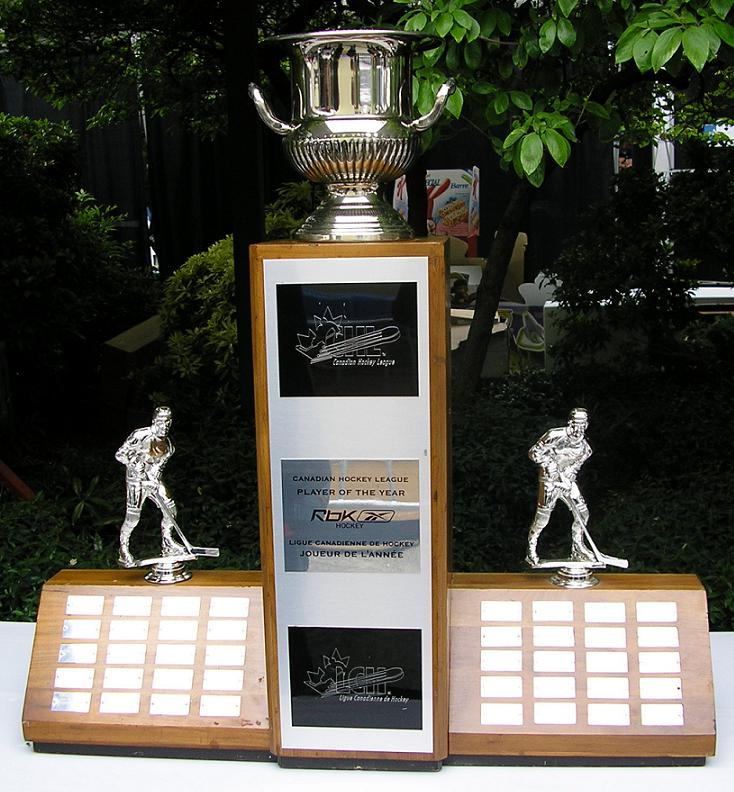
CHL Player of the Year
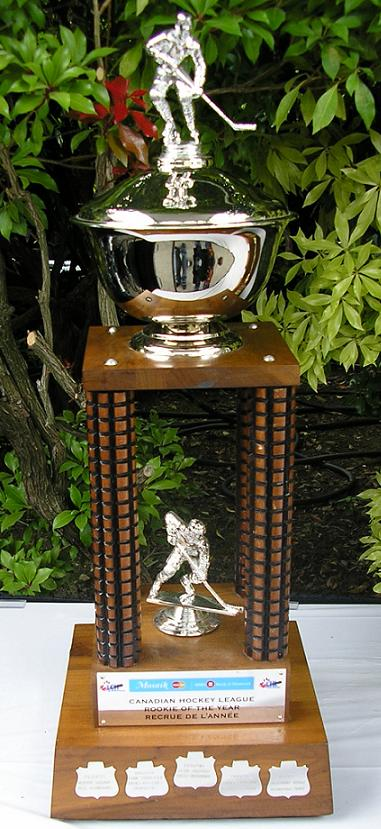
CHL Rookie of the Year
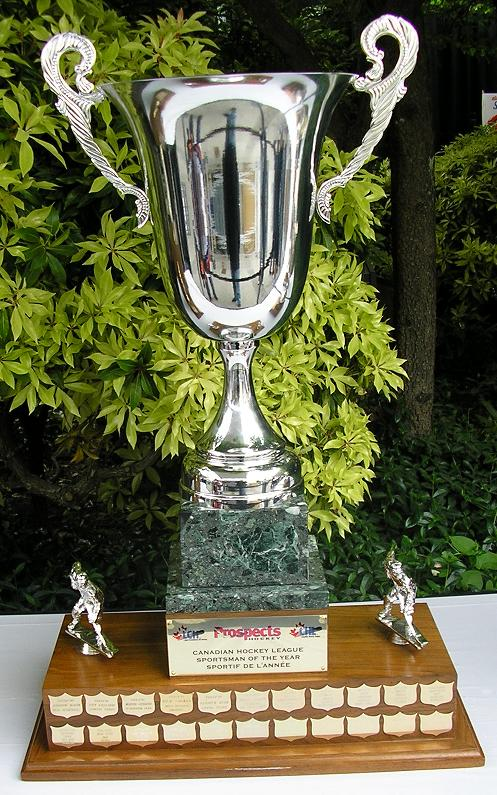
CHL Sportsman of the Year
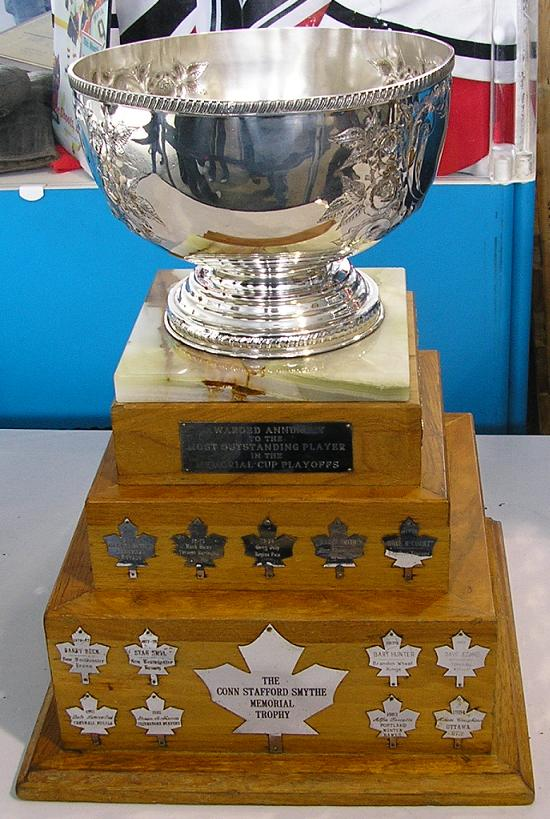
Stafford Smythe Memorial Trophy

## Datorspel
Lag från ligan är också spelbara i datorspelet NHL 11 och dess uppföljare.